# 訃報 2013年6月
訃報 2013年6月（ふほう 2013ねん6がつ）では、2013年6月に物故した、又は物故が報じられた人物についてまとめる。

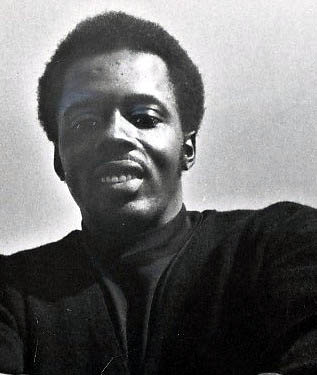
ディーコン・ジョーンズ／6月3日没

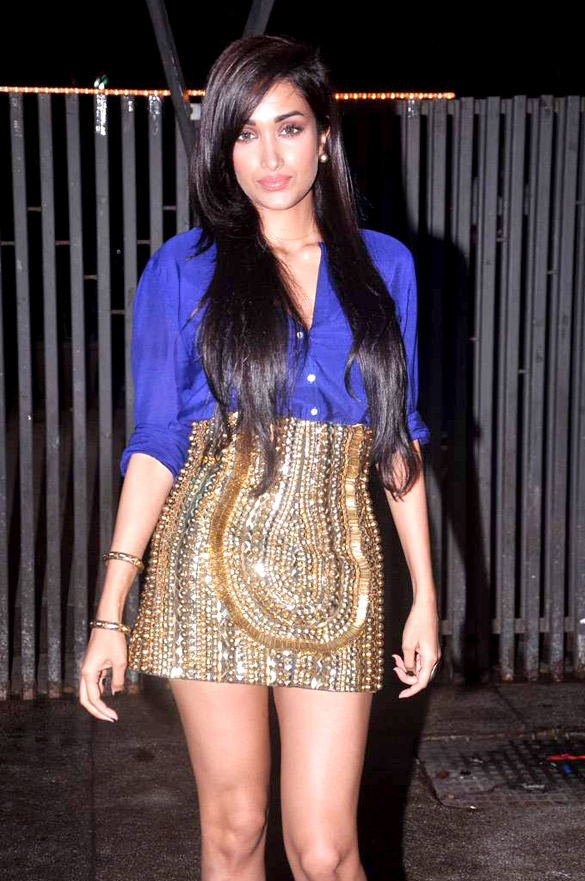
ジア・カーン／6月3日没

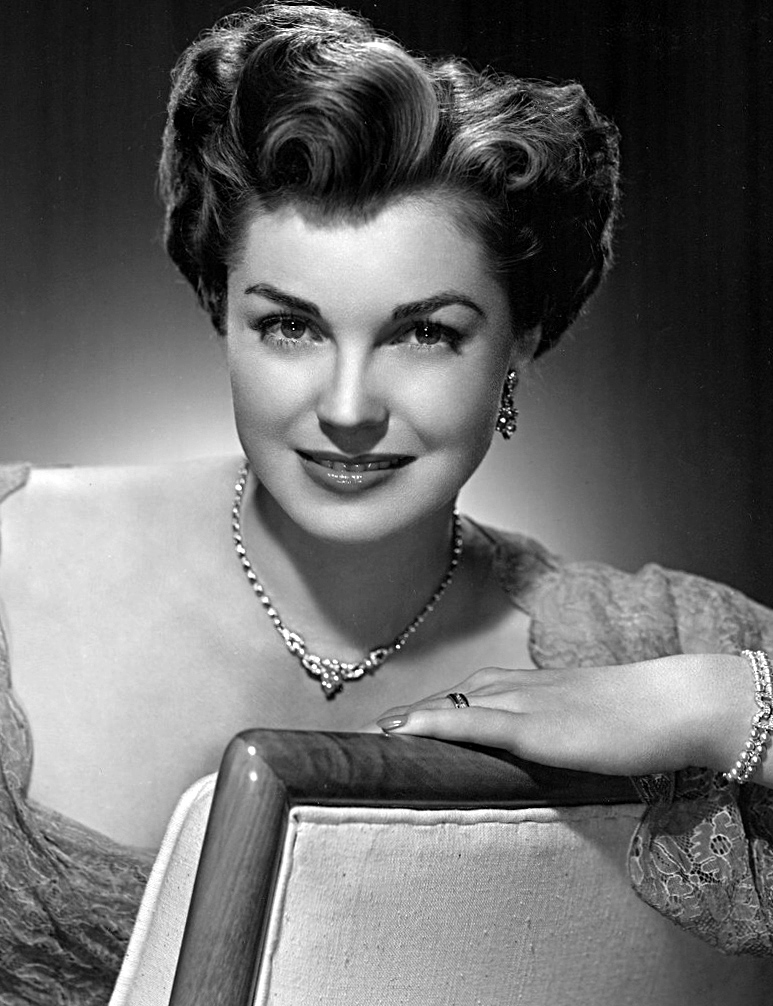
エスター・ウィリアムズ／6月6日没

ピエール・モーロワ／6月7日没

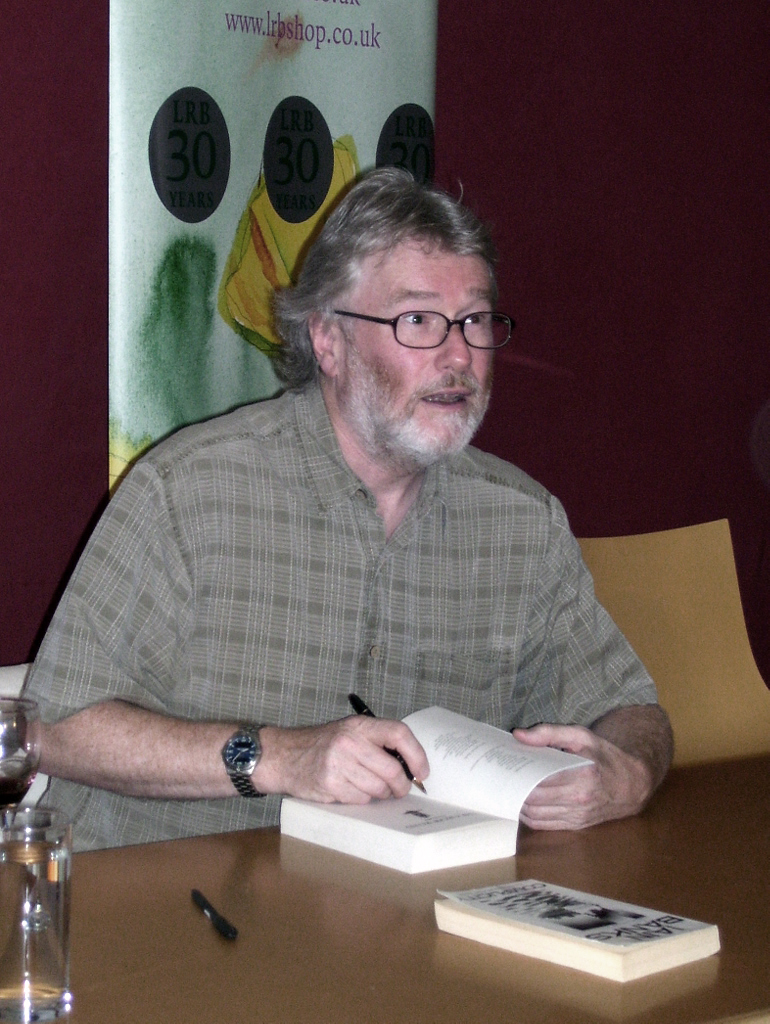
イアン・バンクス／6月9日没

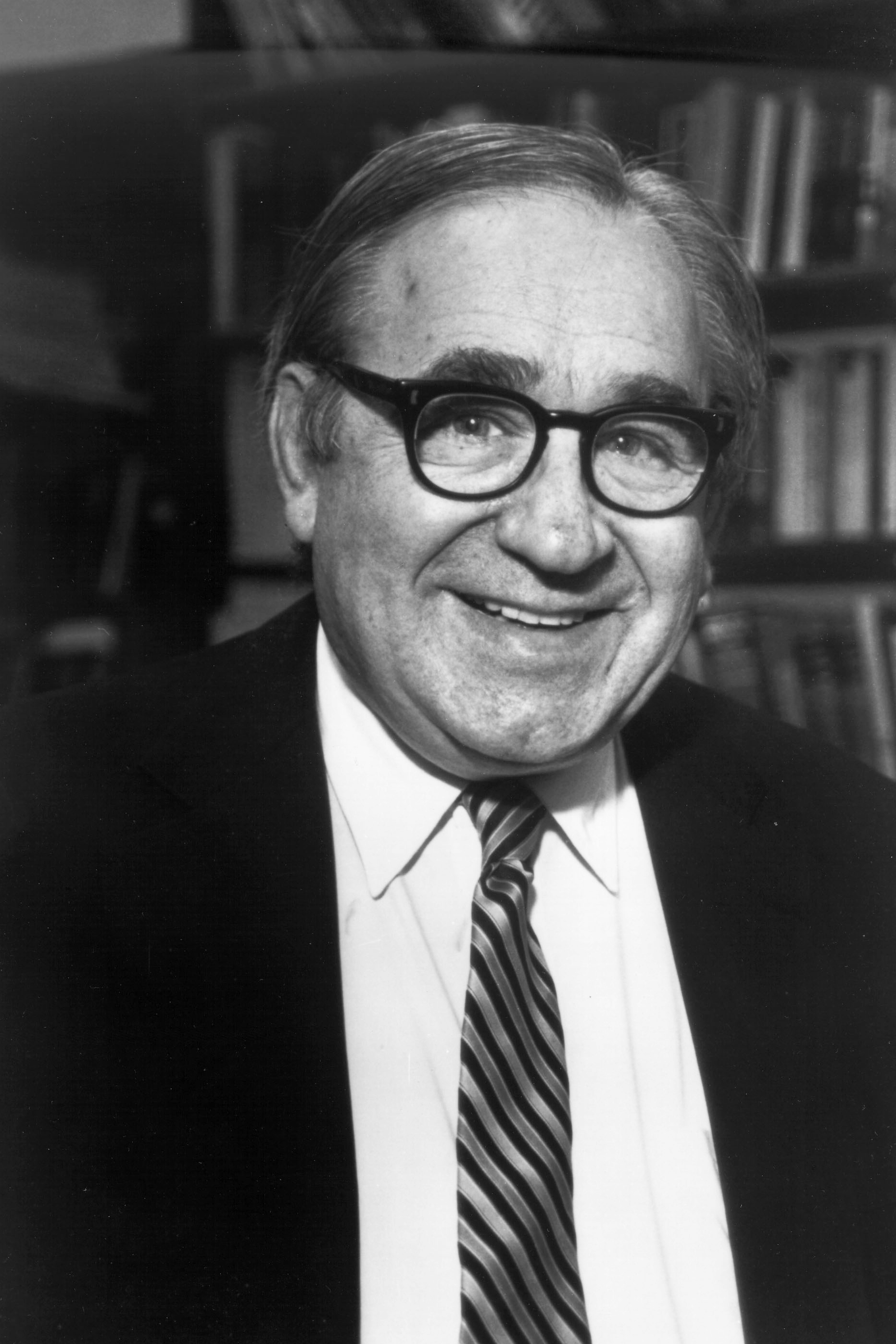
ロバート・フォーゲル／6月11日没

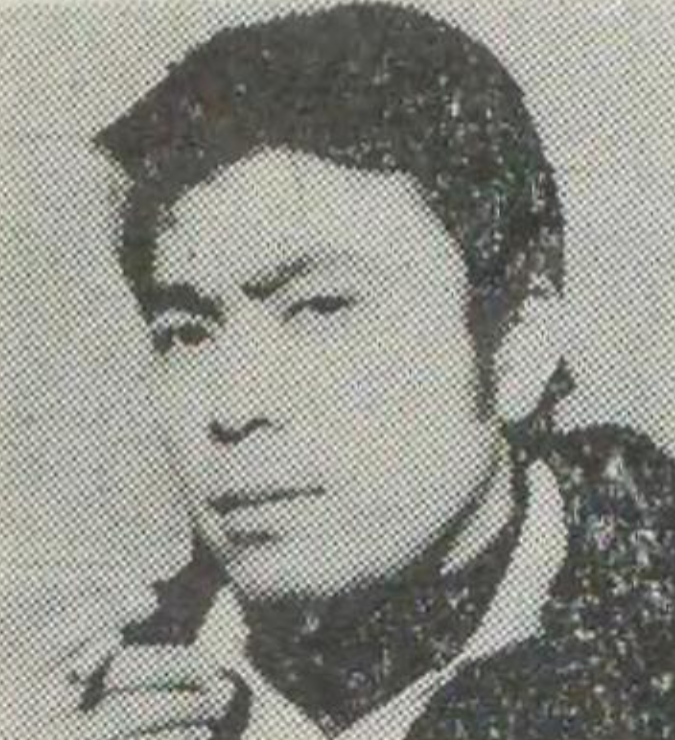
内海賢二／6月13日没

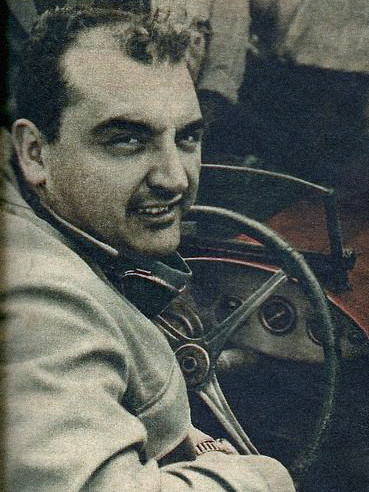
フロイラン・ゴンザレス／6月15日没

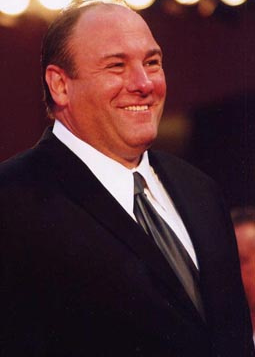
ジェームズ・ガンドルフィーニ／6月19日没

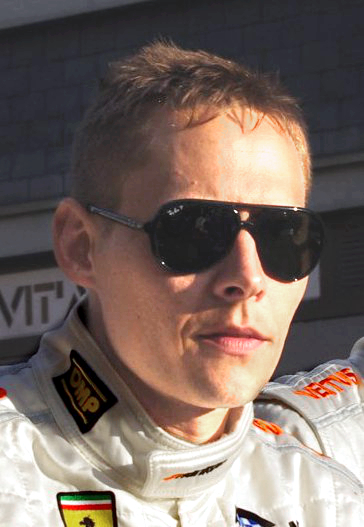
アラン・シモンセン／6月22日没

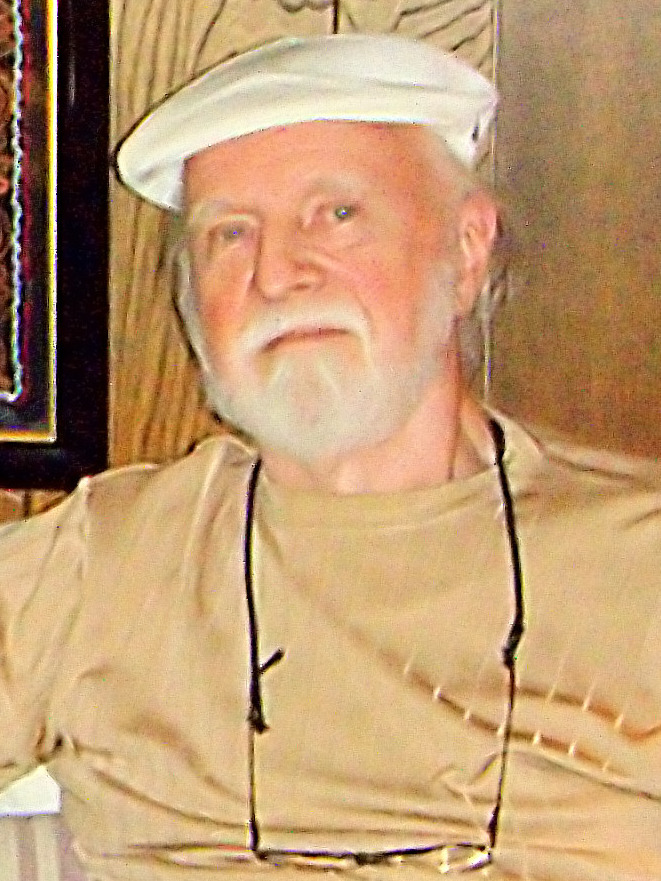
リチャード・マシスン／6月23日没

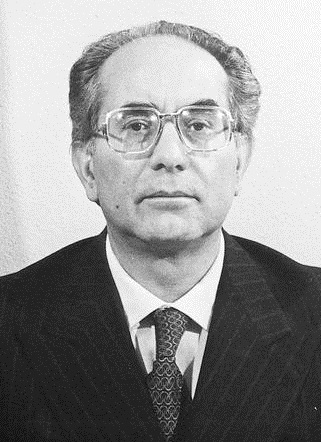
エミリオ・コロンボ／6月24日没

## 1日 - 15日
- 6月1日 - 三井永一、日本の挿絵画家（* 1919年?）[1]
- 6月1日 - 牛尾一、日本の政治家、元山口県美祢市長（* 1933年?）[2]
- 6月1日 - 栗本光明、日本の元プロ野球選手（* 1936年）[3]
- 6月2日 - 中村誠、日本のグラフィックデザイナー（* 1926年）[4]
- 6月2日 - 陳希同、中国の政治家、元北京市長（* 1930年）[5]
- 6月2日 - 橘高隆哉、日本の実業家、サンクスアンドアソシエイツの社長（* 1939年）[6]
- 6月2日 - 相馬勝也、日本の元プロ野球選手【埼玉西武ライオンズ所属】（* 1963年）[7]
- 6月3日 - フランク・ローテンバーグ（英語版）、アメリカ合衆国の政治家、民主党上院議員（* 1924年）[8]
- 6月3日 - 有馬直和、日本の政治家、元福岡県直方市長（* 1927年）[9]
- 6月3日 - 津田正、日本の自治事務次官、長野冬季五輪組織委員会事務総長（* 1932年） [10]
- 6月3日 - ディーコン・ジョーンズ、アメリカ合衆国のアメリカンフットボール選手（* 1938年）[11]
- 6月3日 - ジア・カーン、インドの女優（* 1988年）[12]
- 6月4日 - 広田幸一、日本の政治家、元社会党参議院議員（* 1915年） [13]
- 6月4日 - 長門勇、日本の俳優（* 1932年） [14]
- 6月4日 - 田中夏木、日本の政治家、元大阪府四條畷市長（* 1934年） [15]
- 6月4日 - ジョーイ・コヴィントン（英語版）、アメリカ合衆国のドラマー（* 1945年）[16]
- 6月5日 - 近藤忠孝、日本の弁護士、政治家、元共産党参議院議員、 全国公害弁護団連絡会議初代幹事長（* 1932年）[17]
- 6月5日 - 石森達幸、日本の声優（* 1932年）[18]
- 6月5日 - 塩屋俊、日本の映画監督、俳優（* 1956年）[19]
- 6月6日 - エスター・ウィリアムズ、アメリカの映画女優（* 1921年）[20]
- 6月6日 - 森田峠、日本の俳人（* 1924年） [21]
- 6月6日 - 丸木政臣、日本の和光学園副理事長（* 1924年） [22]
- 6月6日 - なだいなだ、日本の精神科医師、小説家（* 1929年）[23]
- 6月7日 - 谷川道雄、日本の東洋史学者、京都大学名誉教授（* 1925年）[24]
- 6月7日 - 橋村三郎、日本の医学者、神経生理学者、鹿児島大学名誉教授（* 1926年）[25]
- 6月7日 - ピエール・モーロワ、フランスの政治家、元首相（* 1928年）[26]
- 6月7日 - 藤居寛、日本の実業家、帝国ホテルの元社長（* 1930年）[27]
- 6月8日 - 大坪善男、日本の元レーシングドライバー（* 1940年）[28]
- 6月9日 - 安西邦夫、日本の実業家、東京ガス相談役、特別顧問、慶應義塾評議員（* 1933年）[29]
- 6月9日 - 猪口一郎、日本の実業家、元野村不動産社長（* 1933年）[30]
- 6月9日 - イアン・バンクス、スコットランドの作家（* 1954年）[31]
- 6月9日 - 宮成隆、日本のサッカー指導者、元レノファ山口FC監督・GM・総監督（* 1957年）[32]
- 6月9日 - 西村昌也、日本の考古学者（* 1965年）[33]
- 6月10日 - 平本一方、日本の実業家、廣済堂会長（* 1928年）[34]
- 6月10日 - 田中芳朗、日本のカメラマン（* 1933年）[35]
- 6月11日 - ロバート・フォーゲル、アメリカ合衆国の経済学者、ノーベル経済学賞受賞者（* 1926年）[36]
- 6月11日 - ミラー・バーバー（英語版）、アメリカ合衆国のプロゴルファー（* 1931年）[37]
- 6月11日 - 桜井ユタカ、日本の音楽評論家（* 1941年）[38]
- 6月11日 - ヘンリー・セシル、イギリスの競走馬調教師（* 1943年）[39]
- 6月11日 - 住田良能、日本の新聞記者・実業家、元産業経済新聞社社長（* 1944年）[40]
- 6月11日 - 三坂制、日本の彫刻家（* 1948年）[41]
- 6月12日 - 木村次郎右衛門、日本の男性長寿世界一の人物（* 1897年）[42]
- 6月13日 - 塩竃義弘、日本の京都文教短期大教授、上徳寺住職（* 1923年?）[43]
- 6月13日 - 岸薫夫、日本の新聞記者、通産官僚（* 1925年?）[44]
- 6月13日 - 斎藤明、日本の新聞記者・実業家、毎日新聞社相談役、元同社社長（* 1933年）[45]
- 6月13日 - 内海賢二、日本の俳優・声優（* 1937年）[46]
- 6月13日 - 長裕、日本の実業家、テレビ東京常務（* 1939年?）[47]
- 6月13日 - 尾崎行雄、日本の元プロ野球選手【東映フライヤーズ所属】（* 1944年）[48]
- 6月14日 - 手島透、日本の実業家、スタンレー電気元社長（* 1925年）[49]
- 6月14日 - 西田典之、日本の刑法学者、学習院大学教授、東京大学名誉教授（* 1947年）[50]
- 6月15日 - 小関博、日本の実業家、群馬銀行元頭取（* 1919年）[51]
- 6月15日 - フロイラン・ゴンザレス、アルゼンチンの元F1ドライバー（* 1922年）[52]
- 6月15日 - 14代目酒井田柿右衛門、有田焼の陶芸家、人間国宝（* 1934年）[53]
- 6月15日 - ケネス・ウィルソン、アメリカ合衆国の物理学者、ノーベル物理学賞受賞者（* 1936年）[54]
- 6月15日 - ロジャー・ラヴァーン、イギリスのバンド「トルネイドース」のオルガン担当。「テルスター」が英国のバンド史上初の全米1位獲得。（* 1938年）[55]

## 16日 - 30日
- 6月16日 - オットマール・ヴァルター、ドイツのサッカー選手、元サッカー西ドイツ代表選手（* 1924年）[56]
- 6月16日 - ヨジップ・クゼ、クロアチアのサッカー選手・サッカー指導者（* 1952年）[57]
- 6月16日 - 直江和由、日本のレゴビルダー（* 1962年）[58]
- 6月18日 - 竹本綾春、日本の女流義太夫（* 1917年）[59]
- 6月18日 - 氏原暉男、日本のそば研究者、信州大学名誉教授（* 1933年）[60]
- 6月18日 - 上原由恵、日本の女優（* 1959年）[61]
- 6月19日 - 清水英夫、日本の法学者、ジャーナリスト、弁護士（* 1922年）[62]
- 6月19日 - スリム・ホイットマン（英語版）、アメリカ合衆国のカントリー歌手（* 1923年）[63]
- 6月19日 - ホルン・ジュラ、ハンガリーの政治家、元ハンガリー首相（* 1932年）[64]
- 6月19日 - 山本宝純、日本の僧、飛鳥寺住職（* 1938年）[65]
- 6月19日 - デイブ・ジェニングズ（英語版）、アメリカ合衆国のNFL選手（* 1952年）[66]
- 6月19日 - ジェームズ・ガンドルフィーニ、アメリカ合衆国の俳優（* 1961年）[67]
- 6月20日 - 西大由、日本の鋳金家、東京芸大名誉教授（* 1922年）[68]
- 6月20日 - ジャン＝ルイ・シェレル、フランスのファッションデザイナー（* 1935年）[69]
- 6月21日 - 小堀光詮、日本の僧、三千院第61世門主、天台宗次席探題（* 1922年）[70]
- 6月21日 - 児玉英三郎、日本の総会屋、「児玉グループ」代表（* 1938年?）[71]
- 6月22日 - 一色尚次、日本の工学者、東京工業大学名誉教授（* 1922年）[72]
- 6月22日 - アラン・シモンセン、デンマークのレーシングドライバー（* 1978年）[73]
- 6月23日 - 諸橋晋六、日本の実業家、三菱商事会長（* 1922年）[74]
- 6月23日 - 小笠原金悦、日本の実業家、函館新聞社会長、テーオー小笠原主要株主（* 1926年）[75]
- 6月23日 - リチャード・マシスン、アメリカ合衆国の作家（* 1926年）[76]
- 6月23日 - 宮越郷平、日本の作家（* 1927年）[77]
- 6月23日 - ボビー・ブランド、アメリカ合衆国のブルース歌手（* 1930年）[78]
- 6月23日 - 吉永祐介、日本の元検察官、第18代検事総長（* 1932年）[79]
- 6月23日 - ゲイリー・デヴィッド・ゴールドバーグ（英語版）、アメリカ合衆国の脚本家（* 1944年）[80]
- 6月24日 - エミリオ・コロンボ、イタリアの政治家、元イタリア首相（* 1920年）[81]
- 6月24日 - ジャッキー・ファーゴ、アメリカ合衆国のプロレスラー（* 1928年）[82]
- 6月25日 - ラウ・カーリョン、香港の俳優、映画監督（* 1934年）[83]
- 6月25日 - 秋山忠右、日本の写真家（* 1940年）[84]
- 6月25日 - マーク・フィッシャー（英語版）、イギリスの舞台美術家（* 1947年）[85]
- 6月25日 - 小泉光男、日本の政治家、岩手県議会議員（* 1957年）[86]
- 6月26日 - 天田昭次、日本の刀匠、人間国宝（* 1927年）[87]
- 6月26日 - バート・スターン（英語版）、アメリカ合衆国の写真家（* 1929年）[88]
- 6月26日 - マーク・リッチ、ベルギーの起業家、相場師（* 1934年）[89]
- 6月26日 - 稲垣稔、日本のクラシックギタリスト（* 1958年）[90]
- 6月26日 - ジャスティン・ミラー、アメリカ合衆国のプロ野球選手【トロント・ブルージェイズ 等所属】（* 1977年）[91]
- 6月27日 - 中村文子、日本の市民運動家（* 1913年）[92]
- 6月27日 - 千住文子、日本の教育評論家（* 1926年）[93]
- 6月27日 - ステッファーノ・ボルゴーノヴォ、イタリアの元サッカー選手【ACFフィオレンティーナ 等所属】、同国元代表選手（* 1964年）[94]
- 6月28日 - マット・ボーン、アメリカ合衆国のプロレスラー（* 1957年）[95][96]
- 6月29日 - マルゲリータ・アック、イタリアの天体物理学者（* 1922年）[97]
- 6月29日 - 角川誠、日本の政治家、滋賀県議会議員（* 1935年）[98]
- 6月29日 - 村上護、日本の作家、文芸評論家（* 1941年）[99]
- 6月29日 - 小林賢次、日本の日本語学者、日本語学会会長、早稲田大学特任教授（* 1943年）[100]
- 6月29日 - ジム・ケリー、アメリカ合衆国の空手家、俳優（* 1946年）[101]。
- 6月29日 - 須藤徹、日本の俳人、文芸評論家（* 1946年）[102]
- 6月29日 - 中村隆太郎、日本のアニメーター、監督（* 1955年）[103]
- 6月30日 - 下山敏郎、日本の実業家、光学機器メーカー、オリンパス光学工業の社長（* 1924年）[104]